# Alfredo Aramburú
Alfredo Aramburú Picasso (27 de abril de 1956) es un chef y empresario peruano. Desempeña como promotor de la cocina peruana, que participó en diversos festivales gastronómicos, así como operador de restaurantes en Perú y Chile.

## Biografía
Luego de terminar la secundaria en Lima, planeaba ir a estudiar a la Universidad de Miami administración se dio cuenta de que en verdad lo que a él lo apasionaba era la administración hotelera y la gastronomía. Fue ahí cuando decidió ir a estudiar gastronomía en Brasil en la Facultad de Turismo Estacioalza en Río de Janeiro, luego fue a estudiar hotelería en el Instituto Glion en Suiza, en donde más tarde pasó a hacer también su maestría en dicha carrera. Al regresar al Perú, luego de haber ganado experiencia en países europeos como Suiza, Francia y España, se casó con Michelle Duclos Barreda con quien tiene cinco hijos (dos hombres y tres mujeres). Actualmente Alfredo se encuentra trabajando en sus empresas culinarias además de seguir con su plan de hacer la gastronomía peruana la mejor del mundo.

## Empresario culinario
Luego culminar sus estudios en Río de Janeiro y en el Instituto Suizo Glion, Alfredo Aramburú tuvo la oportunidad de trabajar en Ginebra para la Organización de las Naciones Unidas y también para el prestigioso Hotel Hilton. Al cabo de unos años, cuando regresó a Perú trabajó como gerente en el conocido restaurante La Rosa Náutica durante siete años (1983-1990). Después, él decidió abrir su propio restaurante al cual lo llamó Donde Alfredo. Luego de cuatro años de manejar ese restaurante este pasó a ser llamado Alfresco, como actualmente es conocido. En el año 2002, Alfredo tuvo la oportunidad de abrir dos restaurantes en Santiago de Chile, que también lleva el nombre Alfresco. Su más reciente creación es el conocido restaurante de fusión Cala inaugurado en el 2006.

## Premios
La crítica gourmet de Hong Kong le incluyó entre los "10 mejores chef del mundo", en el marco del Festival Internacional de Cocina de los años 2004 y 2006.
- Premio al “mejor ceviche de Lima” en el año 2007.
- Premio al “mejor ceviche de Ica” en el año 2008.
- Participó como jurado en la feria gastronómica Eureka en Caracas, Venezuela.
- También participó en el festival gastronómico de Colombia, Alemania y otros países.